# Bo Holmberg
Bo Lindor Holmberg (født 17. november 1942 i Härnösand, Sverige, død 11. februar 2010 i Stockholm) var en svensk socialdemokratisk politiker, der var statsråd i Sveriges regering i perioden 1982 – 1988 samt rigsdagsmedlem i perioden 1985 – 1996. Han var landshøvding i Södermanlands len I perioden 1996 – 2005. 
Han var gift med tidligere udenrigsminister Anna Lindh fra 1991 til hendes død i 2003.